# Vidalia diffluata
Vidalia diffluata är en tvåvingeart som först beskrevs av Erich Martin Hering 1938. Vidalia diffluata ingår i släktet Vidalia och familjen borrflugor.
Artens utbredningsområde är Myanmar. Inga underarter finns listade i Catalogue of Life.